# Polemoniaceae
Famille
Classification APG III (2009)
Les Polemoniaceae (Les Polémoniacées en français) sont une famille de plantes à fleurs dicotylédones de l'ordre des Ericales, selon la classification phylogénétique. Elle comprend environ 400 espèces réparties en près de 18 à 26 genres.
Ce sont des plantes herbacées, parfois des arbustes ou des lianes des régions tempérées essentiellement d'Amérique.
Seules quelques espèces des genres Phlox et Polemonium sont originaires d'Eurasie et la seule espèce autochtone en France est la polémoine bleue.

## Dénomination

### Étymologie
Le nom vient du genre type Polemonium, forme latinisée du grec ancien πόλεμος / polemos, « guerre ». Le nom πολεμωνιόν / polemonion, est attesté chez le médecin et botaniste grec Dioscoride.

D’après Alexandre de Théis, 

« Pline rapporte, livre 25 chapitre 6, que cette plante fut nommée ainsi parce qu’elle devint la cause d’une guerre entre deux rois qui s’en attribuèrent la découverte, c’est-à-dire celle de ses propriétés. Elle était tellement renommée, qu’on l’appelait aussi chilodynamie, c’est-à-dire ayant mille vertus. On ne connaît pas avec certitude la plante à laquelle les anciens donnaient ce nom. »

### Noms vernaculaires
Le genre est nommé communément  « polémoine », « échelle de Jacob », « échelle du ciel », « herbe de barrière » ou encore « bleu-or ».
D’après Théis, « on la nomme aussi valériane grecque. Ses feuilles offrent quelques ressemblances avec celles de la valériane commune, mais l’épithète de  grecque est impropre (car) elle croît en Allemagne, en Angleterre, etc.. »

## Classification
La classification phylogénétique la situe dans l'ordre des Ericales et y incorpore, sous forme de sous-famille, les Cobaeaceae à appeler plus proprement Cobaeoideae (es), avec son genre type Cobaea, qui sont des arbustes originaires d'Amérique centrale.

## Liste des genres
Parmi les genres les plus importants, on peut citer :
- Phlox avec près de 70 espèces
- Linanthus avec environ 35 espèces
- Navarretia (en) avec 30 espèces
- Polemonium avec 27 espèces
- Gilia avec 25 espèces

Selon Angiosperm Phylogeny Website (29 Jun 2010) :
- Acanthogilia (en) A.G.Day & Moran
- Allophyllum (en) (Nutt.) A.D.Grant & V.E.Grant
- Bonplandia (es) Cavanilles
- Cantua Juss. ex Lamarck
- Cobaea (en) Cavanilles
- Collomia Nutt.
- Eriastrum (en) Wooton & Standl.
- Gilia Ruiz & Pavon
- Gymnosteris (en) Greene
- Huthia (es) Brand
- Ipomopsis Michaux
- Langloisia Greene
- Leptodactylon Hooker & Arnott
- Linanthus Bentham
- Loeselia (en) L.
- Loeseliastrum (Brand) Timbrook
- Microsteris (en) Greene
- Navarretia (en) Ruiz & Pavon
- Phlox L.
- Polemonium L.

Selon NCBI (29 Jun 2010) :
- Acanthogilia
- Aliciella
- Allophyllum
- Bonplandia
- Bryantiella
- Cantua
- Cobaea
- Collomia
- Dayia
- Eriastrum
- Gilia
- Giliastrum
- Gymnosteris
- Ipomopsis
- Langloisia
- Lathrocasis
- Leptosiphon
- Linanthus
- Loeselia
- Loeseliastrum
- Microgilia
- Microsteris
- Navarretia
- Phlox
- Polemonium
- Saltugilia

Selon DELTA Angio (29 Jun 2010) :
- Acanthogilia
- Allophyllum
- Bonplandia
- Cantua
- Collomia
- Eriastrum
- Gilia
- Gymnosteris
- Huthia
- Ipomopsis
- Langloisia
- Leptodactylon
- Linanthus
- Loeselia
- Loeseliastrum
- Navarretia
- Phlox
- Polemonium

Selon ITIS (29 Jun 2010) :
- Allophyllum (Nutt.) A.et V. Grant
- Collomia Nutt.
- Eriastrum Woot. & Standl.
- Gilia Ruiz & Pavón
- Gymnosteris Greene
- Ipomopsis Michx.
- Langloisia Greene
- Leptodactylon Hook. & Arn.
- Linanthus Benth.
- Loeselia L.
- Loeseliastrum (Brand) Timbrook
- Microsteris
- Navarretia Ruiz & Pavón
- Phlox L.
- Polemonium L.